# Tetrastigma
Tetrastigma ist eine Pflanzengattung innerhalb der Familie der Weinrebengewächse (Vitaceae). Die 90 bis 100 Arten kommen in Asien, Malesien und im nördlichen Australien vor. Wenige Arten werden als Zierpflanze verwendet, beispielsweise wird der Kastanienwein (Tetrastigma voinierianum) in Parks und Gärten sowie in Räumen kultiviert.

## Beschreibung

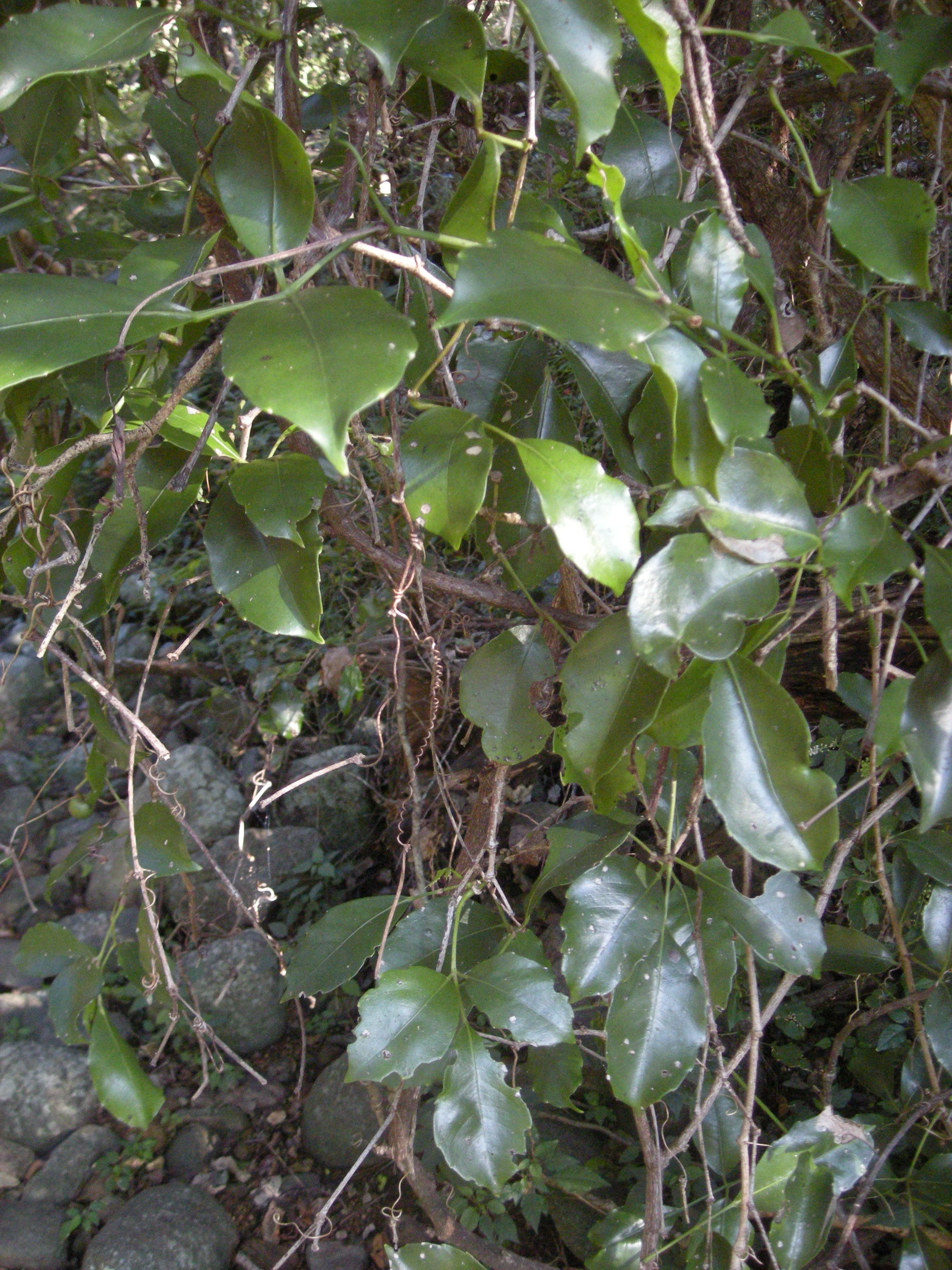
Habitus und Laubblätter von Tetrastigma nitens

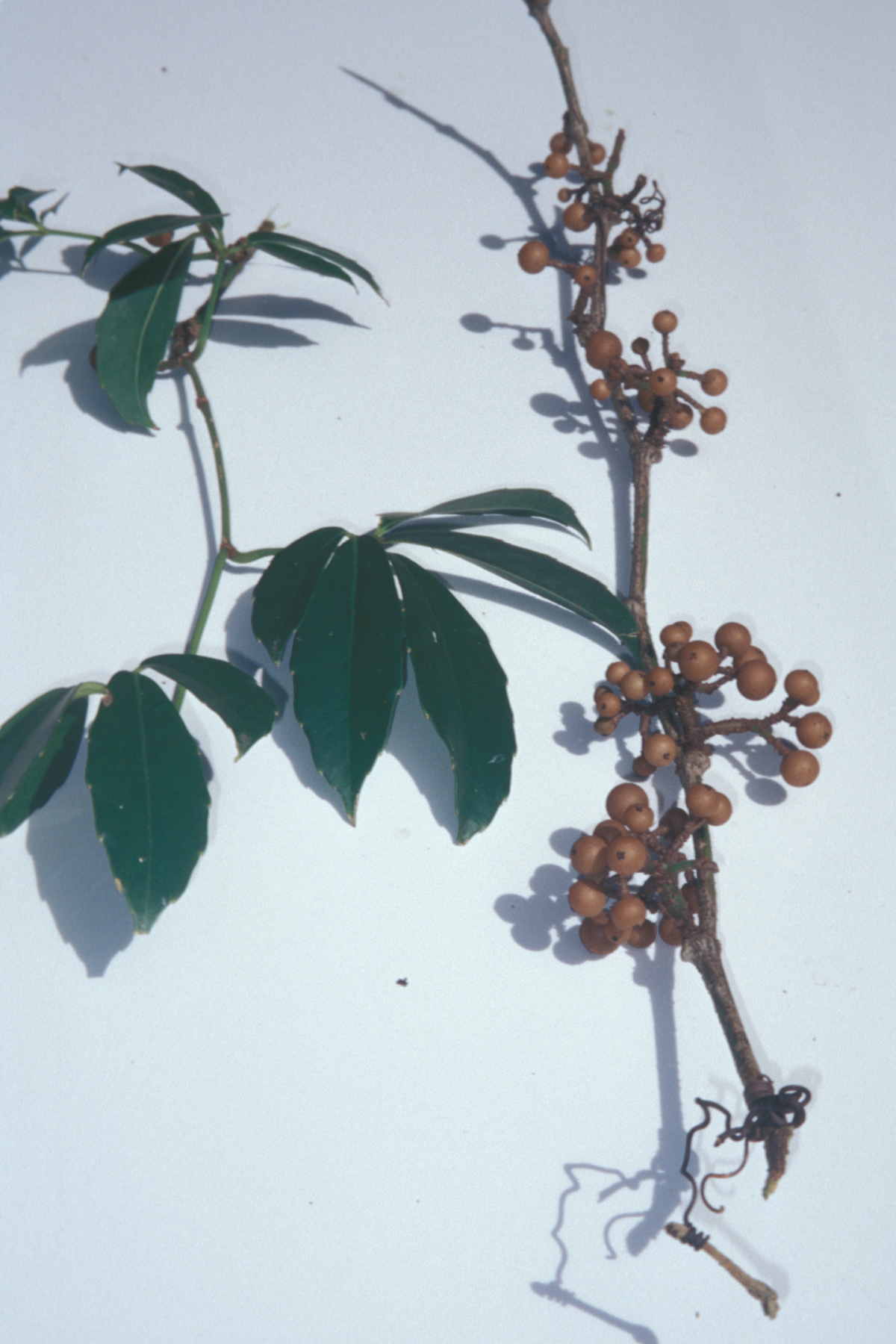
Sprossachse mit Laubblättern und Früchten von Tetrastigma pubinerve

### Erscheinungsbild und Blätter
Bei Tetrastigma-Arten handelt es sich um kletternde meist verholzende Pflanzen, also Lianen, selten um ausdauernde krautige Pflanzen. Die Sprossranken sind unverzweigt oder zweigabelig, manchmal mehrgabelig.
Die wechselständig an der Sprossachse angeordneten Laubblätter sind in Blattstiel und Blattspreite gegliedert. Je nach Art ist die Blattspreite selten einfach, meist fünf- bis siebenzählig handförmig geteilt bis gefingert.

### Blütenstände und Blüten
Tetrastigma-Arten sind polygam-diözisch, meist aber zweihäusig getrenntgeschlechtig (diözisch); es befinden sich also meist nur Blüten eines Geschlechtes auf einem Exemplar, aber es kommen manchmal auch zwittrige Blüten vor. Die seitenständigen, mehr oder weniger sitzenden, einfachen doldigen oder zusammengesetzten zymösen Blütenstände sind meist Polychasien und enthalten einige bis viele Blüten.
Die meist eingeschlechtigen Blüten sind vierzählig und radiärsymmetrisch mit doppelter Blütenhülle. Die vier Kelchblätter sind verwachsen, sodass der Kelch gelappt bis gestutzt ist. Die vier freien, ausgebreiteten Kronblätter sind am oberen Ende kapuzen- oder helm-, selten hornförmig. Der Diskus ist in den männlichen Blüten gut entwickelt und in den weiblichen Blüten kaum erkennbar. Es ist nur der innere Staubblattkreis vorhanden. In den männlichen Blüten sind die vier fertilen, kurzen Staubblätter unterhalb des Diskus inseriert. In den weiblichen Blüten sind Staminodien vorhanden. In den weiblichen Blüten sind zwei Fruchtblätter zu einem oberständigen, zweikammerigen Fruchtknoten verwachsen. Je Fruchtknotenkammer sind nur zwei Samenanlagen vorhanden. Die je nach Art deutlich bis kaum erkennbaren Griffel enden in einer meist breiten und vierteiligen Narbe; selten ist sie unregelmäßig geteilt.

### Früchte und Samen
Die kugeligen, ellipsoiden oder verkehrt-eiförmigen Beeren enthalten ein bis vier Samen. Die Samen sind elliptisch, verkehrt-elliptisch oder verkehrt-dreieckig. Die Samenschale ist querverlaufend faltig und der Same besitzt im unteren Bereich linealische bis kreisförmige Chalazaknoten und oben eine lineale Raphe. Das Endosperm ist im Querschnitt T- oder M-förmig.

## Ökologie
Tetrastigma-Arten im westlichen Malesien sind der einzige Wirt der großen, parasitischen Pflanzenarten aus der Familie Rafflesiaceae, zumindest der Gattung Rafflesia. Einige Gene von Tetrastigma sind im Parasiten-Genom exprimiert und die Nutzung des Codons vieler andere Rafflesia-Gene ähneln denen ihres Wirtes. Dies ist ein Grad der Integration zweier Genome, die von keinem anderen Wirt-Parasiten-Verbindung bekannt ist.

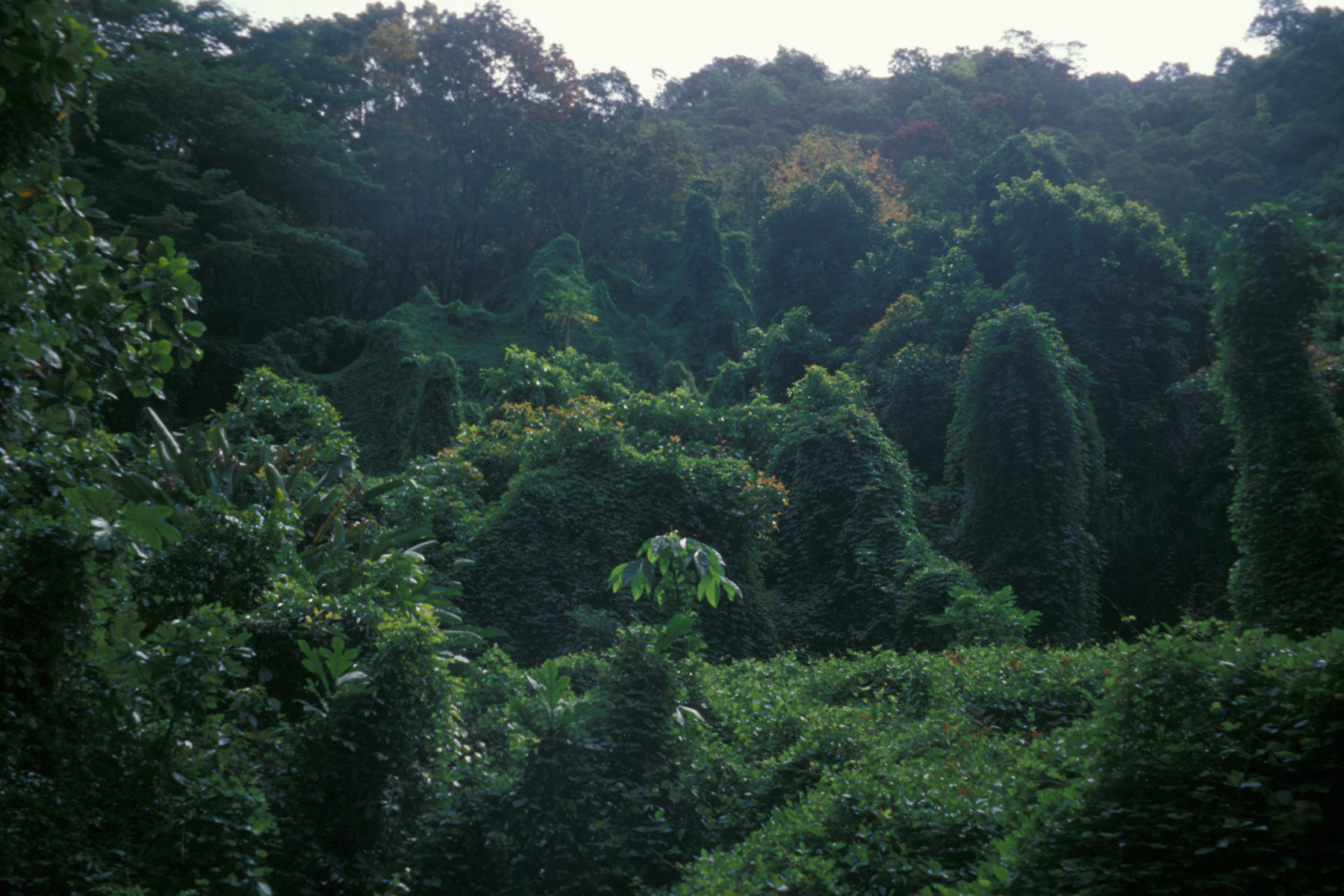
Tetrastigma pubinerve als invasive Pflanze in Hawaii

Einige Tetrastigma-Arten (beispielsweise Tetrastigma leucostaphylum, Tetrastigma pubinerve, Tetrastigma voinierianum) sind invasive Pflanzen in manchen Gebieten der Welt.

## Systematik und Verbreitung
Die Erstveröffentlichung erfolgte 1863 im Rang einer Sektion Vitis sect. Tetrastigma Miq. der Gattung Vitis durch Friedrich Anton Wilhelm Miquel in Annales Museum Botanicum Lugduno-Batavi, 1, S. 72. Der Rang einer Gattung Tetrastigma wurde 1887 durch Jules Émile Planchon in Alphonse Louis Pierre Pyramus de Candolle und Anne Casimir Pyramus de Candolle: Monographiae Phanerogamarum, Band 5, S. 320, 423 veröffentlicht. Als Lectotypusart wurde 1912 Tetrastigma lanceolarium (Roxb.) Planch. durch Carl Julius Bernhard Börner in Botanisch-Systematische Notizen, S. 280 festgelegt. Der Gattungsname Tetrastigma bezieht sich auf die vierteiligen Narben.
Die Gattung Tetrastigma gehört zur Unterfamilie Vitoideae innerhalb der Familie der Vitaceae.
Das weite natürliche Verbreitungsgebiet der Gattung Tetrastigma umfasst Asien und Ozeanien. In China kommen 44 Arten vor, 24 davon nur dort. In Australien sind vier Arten beheimatet.
Es gibt 90 bis 100 Tetrastigma-Arten, hier die in China, Taiwan und Australien vorkommenden Arten:
- Tetrastigma apiculatum Gagnep.
- Tetrastigma campylocarpum (Kurz) Planch.
- Tetrastigma caudatum Merr. & Chun
- Tetrastigma cauliflorum Merr.
- Tetrastigma ceratopetalum Merr.
- Tetrastigma crenatum Jackes
- Tetrastigma cruciatum Craib & Gagnep.
- Tetrastigma delavayi Gagnep.
- Tetrastigma erubescens Planch.
- Tetrastigma formosanum (Hemsl.) Gagnep.
- Tetrastigma funingense C.L.Li
- Tetrastigma godefroyanum Planch.
- Tetrastigma hemsleyanum Diels & Gilg
- Tetrastigma henryi Gagnep.
- Tetrastigma hypoglaucum Planch. ex Franch.
- Tetrastigma jingdongense C.L.Li
- Tetrastigma jinghongense C.L.Li
- Tetrastigma jinxiuense C.L.Li
- Tetrastigma kwangsiense C.L.Li
- Tetrastigma lanyuense C.E.Chang
- Tetrastigma lanceolarium (Roxb.) Planch.
- Tetrastigma lenticellatum C.Y.Wu
- Tetrastigma lincangense C.L.Li
- Tetrastigma lineare W.T.Wang ex C.L.Li
- Tetrastigma longipedunculatum C.L.Li
- Tetrastigma macrocorymbum Gagnep.
- Tetrastigma nitens (F.Muell.) Planch.
- Tetrastigma obovatum (M.A.Lawson) Gagnep.
- Tetrastigma obtectum (Wall. ex M.A.Lawson) Planch. ex Franch.
- Tetrastigma pachyphyllum (Hemsl.) Chun
- Tetrastigma papillatum (Hance) C.Y.Wu
- Tetrastigma petraeum Jackes
- Tetrastigma planicaule (Hook. f.) Gagnep.
- Tetrastigma pseudocruciatum C.L.Li
- Tetrastigma pubinerve Merr. & Chun
- Tetrastigma retinervium Planch.
- Tetrastigma rumicispermum (M.A.Lawson) Planch.
- Tetrastigma serrulatum (Roxb.) Planch.
- Tetrastigma sichouense C.L.Li
- Tetrastigma subtetragonum C.L.Li
- Tetrastigma thorsborneorum Jackes
- Tetrastigma tonkinense Gagnep.
- Tetrastigma triphyllum (Gagnep.) W.T.Wang
- Tetrastigma tsaianum C.Y.Wu
- Tetrastigma venulosum C.Y.Wu
- Kastanienwein (Tetrastigma voinierianum (Baltet) Gagnep.)
- Tetrastigma xishuangbannaense C.L.Li
- Tetrastigma xizangense C.L.Li
- Tetrastigma yiwuense C.L.Li
- Tetrastigma yunnanense Gagnep.

## Nutzung
Der Kastanienwein oder Tonkingwein (Tetrastigma voinierianum) wird als Zierpflanze in Parks und Gärten sowie in Räumen verwendet.